# Cášský mír
Cášský mír (anglicky Peace of Aix-la-Chapelle či Treaty of Aix-la-Chapelle, francouzsky Traité d'Aix-la-Chapelle, německy Frieden von Aachen, italsky Trattato di Aquisgrana) byla mírová smlouva, uzavřená 18. října 1748 v Cáchách.

## Okolnosti

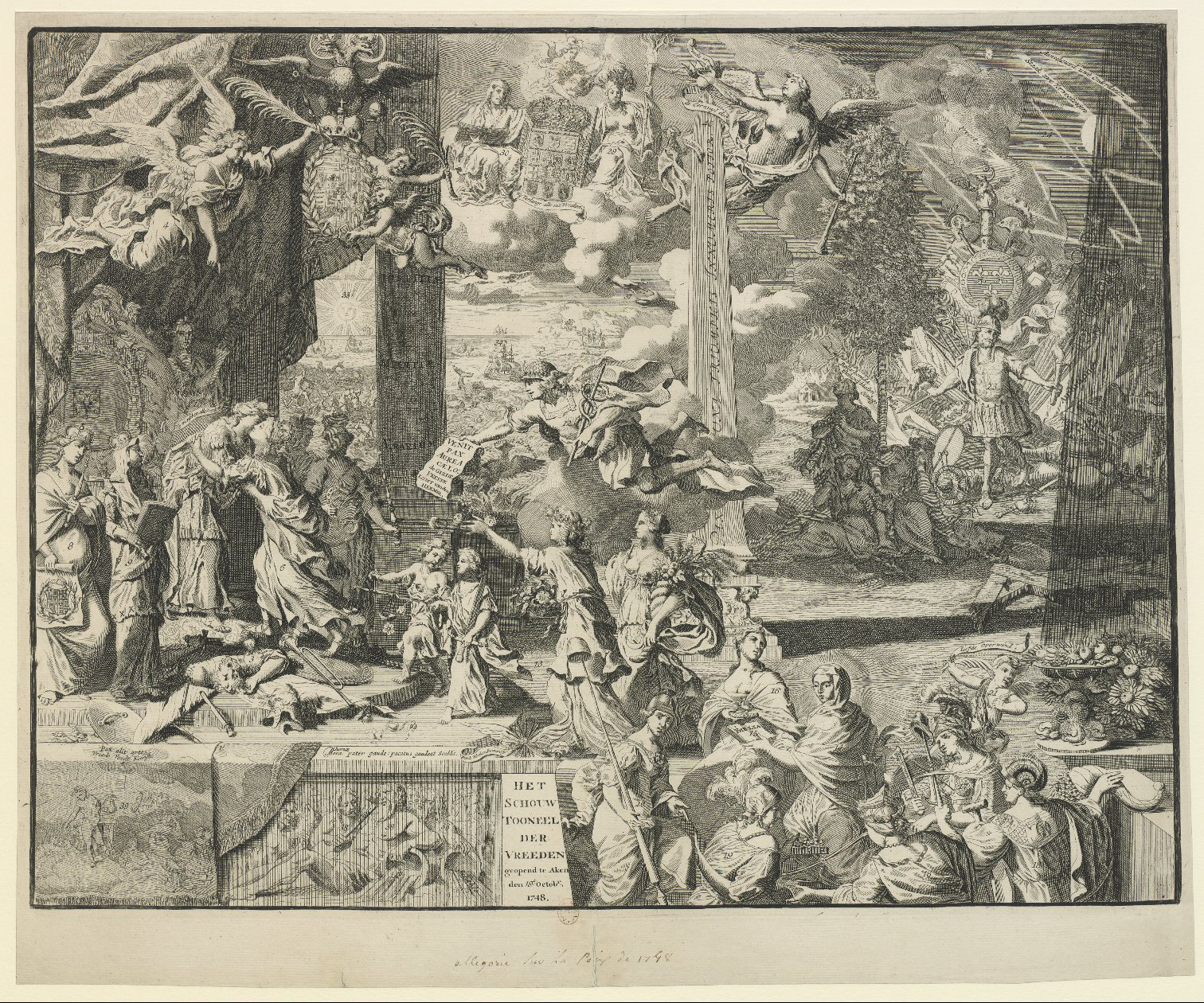
Alegorie na Cášský mír

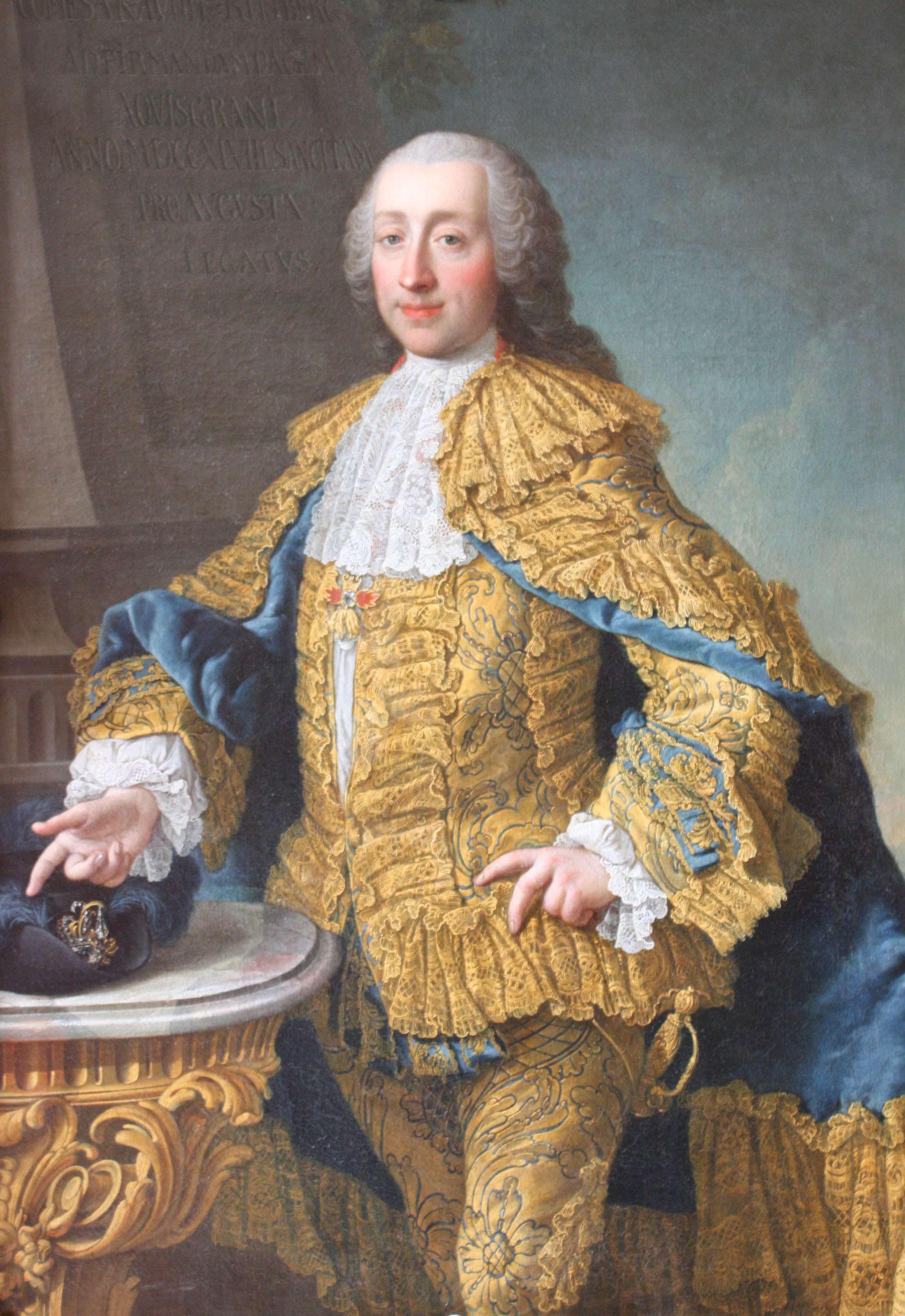
Václav Antonín z Kounic-Rietbergu, účastník jednání. Portrét v Mírovém (červeném) sálu radnice v Cáchách, olej na plátně z doby cca 1750–1752

Uzavření dohody v Cáchách bylo výsledkem mezinárodního kongresu, který se v Cáchách konal od 24. dubna 1748 a ukončila války o rakouské dědictví. Obsah smlouvy byl především výsledkem vyjednávání Spojeného království a Francie. Ostatní mocnosti se připojily.

## Důsledky
Obecně byl dohodnut celkový návrat ke stavu před válkou, tzn. navrácení zachvácených území. Francouzi vrátili Rakouské Nizozemí a nizozemská pohraniční města původním vlastníkům a indický Madrás Britům. Britové na oplátku předali pevnost Louisbourg na ostrově Cape Breton zpět Kanadě.
Cášský mír, mimo jiné, potvrdil Pragmatickou sankci (s tím, že však Habsburská monarchie musela odstoupit řadu území v severní Itálii) a zisk větší části Slezska (včetně Kladska) Pruskem.